# Pravda la Survireuse
Pravda la Survireuse é uma história em quadrinhos francesa de 1968 desenhada por Guy Peellaert e escrita por Pascal Thomas. Em um estilo psicodélico e relacionado à Pop Art dos anos 60, o livro mostra as aventuras de Pravda, uma amazona líder de uma gangue feminina de motoqueiras que atravessam paisagens estadunidenses praticamente nuas, em uma cidade habitada por pessoas degeneradas. No enredo em geral é possível perceber claras alusões ao uso de drogas e a liberdade de expressão. 
Foi baseada na modelo e cantora francesa Françoise Hardy.

O editor francês Eric Losfeld publicou o Pravda la Survireuse como um álbum depois que o quadrinho apareceu em 1967 na revista satírica mensal Hara-Kiri.
Esta obra é relacionada à revolução sexual. O clímax para a liberdade sexual nos quadrinhos explodiu na França com o aparecimento de personagens femininas emancipadas como Barbarella (1962), Jodelle (1966), Pravda (1968), Saga de Xam (1967). Trabalhos notáveis fora da França foram Phoebe Zeit-Geist (1965) e Vampirella (1969), Modesty Blaise (1963) na Inglaterra, e Valentina (1965) na Itália.

Em 2012, é anunciado o reprint de Pravda e de Jodelle, pela Fantagraphics Books, nos Estados Unidos, agora com os livros totalmente remasterizados, re-coloridos e re-traduzidos. 